# Parque Vespucio Oriente

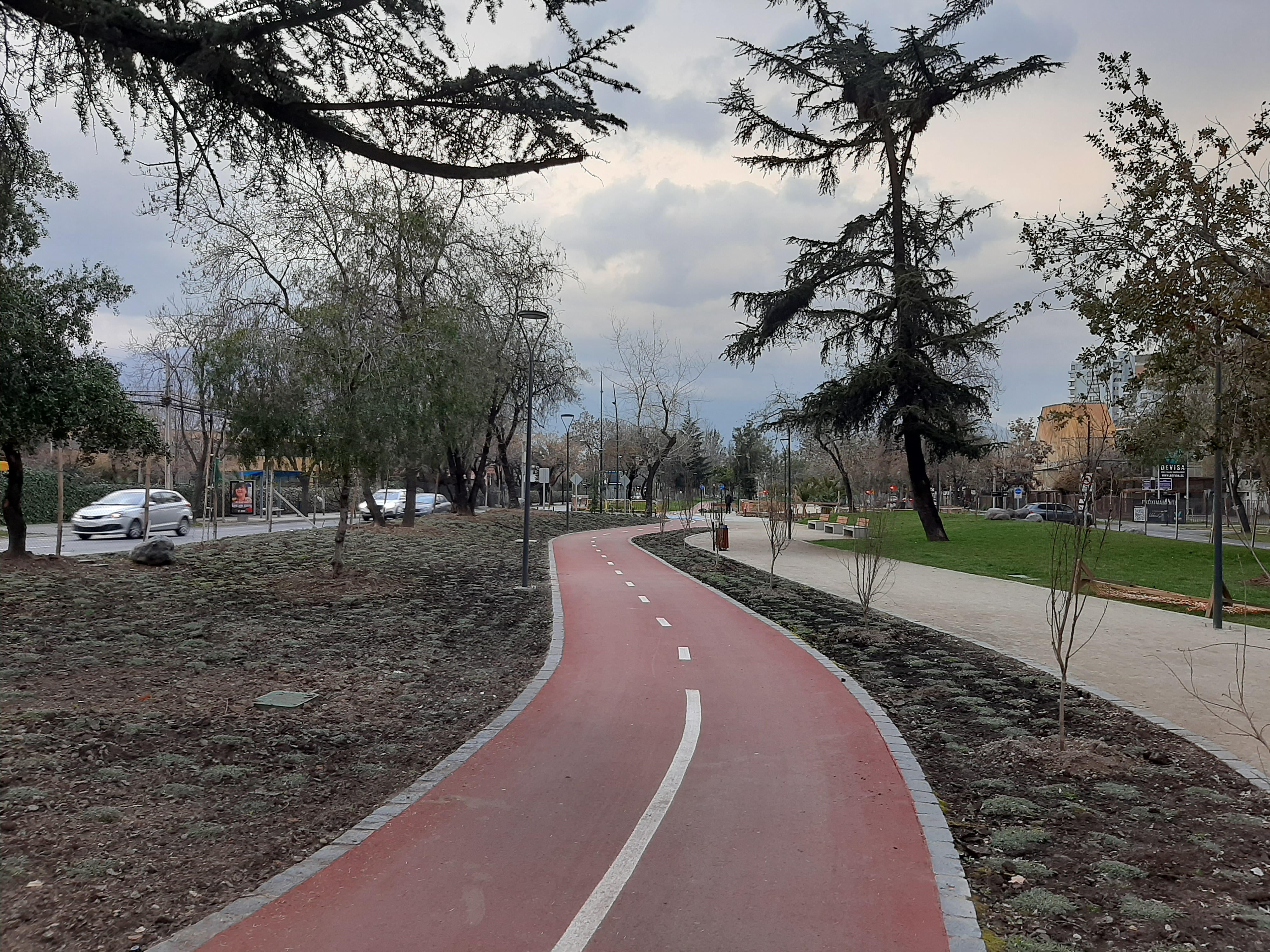
Ciclovía del Parque Vespucio Oriente a la Altura de Latadía

El Parque Vespucio Oriente, también llamado Parque Américo Vespucio Oriente, es un área verde de Santiago de Chile. Se encuentra ubicado en las comunas de Las Condes y Vitacura, en el bandejón central de la Avenida Américo Vespucio, entre el Puente Centenario y la Avenida Francisco Bilbao. A diferencia del tramo de Vespucio ubicado al sur de Bilbao, donde sólo existe un pequeño bandejón de 7 metros de ancho, el Parque Vespucio Oriente tiene 27 metros de ancho y 10,8 hectáreas de extensión.

## Autopista Vespucio Oriente
La Autopista Vespucio Oriente corresponde al último tramo de la Circunvalación Américo Vespucio que falta para conformar el anillo de autopistas urbanas de la capital de Chile. En un principio uniría el Puente Centenario y la Rotonda Grecia, y desde entonces no ha estado libre de polémica por la posibilidad de arrasar con el Parque Américo Vespucio Oriente. La penúltima semana de julio de 2006, se encontró el área verde plagada de pancartas haciendo alusión al tema de defenderla de la destrucción para dar paso al tramo final del anillo de autopistas en Américo Vespucio.
El 23 de septiembre de 2006, se presentaron en la prensa 5 diseños entregados por el arquitecto Marcial Echenique para solucionar el conflictivo tramo que correrá por el Parque. Las autoridades y el Ministerio de Obras Públicas (MOP) de Chile evaluaron los diferentes escenarios entre los cuales la opción subterránea tipo túnel minero (con un costo de US$ 1000 millones) era la de mayor aceptación por parte de los vecinos y alcaldes de las comunas involucradas, en contraposición con la alternativa a nivel de superficie (la opción más económica, de US$ 500 millones), que involucraba destruir la zona de 10,8 hectáreas de áreas verdes en el sector oriente de la ciudad. En el medio, quedaba la opción de una autopista en trinchera cubierta o túnel de baja profundidad (US$ 800 millones), que era la favorita del MOP, el cual hizo público su apoyo a desarrollar esta alternativa que apuntaba a reducir los costos, pero que implicaba necesariamente la pérdida de las especies arbóreas del Parque, debido al corte de las raíces por su escasa profundidad. Frente a esta disyuntiva, los alcaldes de las comunas de Vitacura, Las Condes, Ñuñoa, La Reina y Peñalolén se presentaron como fuertes opositores a destruir el Parque por el paso de una autopista.
A pesar de lo anterior, la primera alternativa por la que optó el MOP fue la de un túnel de baja altura. Luego, se cambió el diseño para el tramo desde Kennedy hasta El Salto, lo que hará conducir los flujos de la autopista por la Avenida Alonso de Córdoba, evitando así intervenir la zona del Parque en la comuna de Vitacura.
Sin embargo, la parte norte del Parque (entre el Puente Centenario y la Avenida Apoquindo) desde 2018 fue fuertemente intervenida debido a la eliminación de la mayoría de árboles existentes, la construcción de losa previa para la posterior construcción de la autopista de forma subterránea. Esto sumado al Túnel La Pirámide, que conducirá los flujos provenientes de Huechuraba hacia La Reina y desembocará en el túnel bajo el Parque Vespucio.